# Mi semana con Marilyn
Mi semana con Marilyn (título original en inglés: My Week with Marilyn) es una película británica biográfica dirigida por Simon Curtis y escrita por Adrian Hodges. Protagonizada por Michelle Williams, Kenneth Branagh, Eddie Redmayne, Dougray Scott, Emma Watson y Judi Dench, está basada en dos libros del autor británico Colin Clark, los cuales narran la realización de la película El príncipe y la corista, que fue protagonizada por Marilyn Monroe y Laurence Olivier en 1957.
El filme detalla la semana en la que Monroe fue escoltada por Colin Clark (Redmayne) en Gran Bretaña, después de que su marido, Arthur Miller (Scott), abandonara el país.
El rodaje principal comenzó el 4 de octubre de 2010 en los Pinewood Studios; también se llevó a cabo en los alrededores de Londres. Curtis utilizó el mismo estudio en el que Monroe grabó El príncipe y la corista en 1956. El estreno mundial de My Week with Marilyn se realizó el 9 de octubre de 2011 en el Festival de Cine de New York; y dos días después sería transmitida en el Festival de Cine de Mill Valley. La película fue estrenada el 23 de noviembre de 2011 en los Estados Unidos y el 25 de noviembre en el Reino Unido.
Por su interpretación de Monroe, a Michelle Williams se le otorgó un Globo de Oro en la categoría "mejor actriz en una película musical o comedia"; también obtuvo nominaciones en los premios Óscar y en los premios BAFTA, ambas como mejor actriz.

## Sinopsis
En el verano de 1956, Colin Clark trabaja como asistente en el set de la película británica El príncipe y la corista, protagonizada por Laurence Olivier y Marilyn Monroe, esta última está de luna de miel con su nuevo marido, el dramaturgo Arthur Miller. Cuando Miller deja el país, Clark le presenta a Monroe el estilo de vida británico y pasan una semana juntos, tiempo durante el cual ella se escapa de su rutina de Hollywood y las presiones del trabajo.

## Elenco
- Michelle Williams como Marilyn Monroe.
- Kenneth Branagh como Sir Laurence Olivier.
- Eddie Redmayne como Colin Clark.
- Emma Watson como Lucy.
- Dougray Scott como Arthur Miller.
- Dominic Cooper como Milton H. Greene
- Julia Ormond como Vivien Leigh.
- Judi Dench como Sybil Thorndike.
- Zoë Wanamaker como Paula Strasberg.
- Derek Jacobi como Sir Owen Morshead.
- Richard Clifford como Richard Wattis.

## Producción

### Desarrollo
El filme se basa en los libros The Prince, The Showgirl and Me y My Week with Marilyn, ambos escritos por Colin Clark. El guion ha sido adaptado y escrito por Adrian Hodges. La película está dirigida por Simon Curtis, quien hace su debut como director. David Parfitt produjo la película, que fue financiada por BBC Films y The Weinstein Company.

### Casting
En agosto de 2009, Scarlett Johansson se convirtió en la favorita para interpretar a Marilyn Monroe en My Week with Marilyn. Kate Hudson, Amy Adams y Michelle Williams también fueron nombradas como posibles candidatas para el papel, pero solo Williams estuvo en conversaciones con los productores. Más de cuarenta actores audicionaron para el papel de Colin Clark; en septiembre de 2010 se anunció que Eddie Redmayne había sido elegido para dicho papel. Ese mismo mes se comunicó que Emma Watson interpretaría el papel secundario de Lucy, la asistente de vestuario; Watson rodaría sus escenas en pocos días para evitar que sus estudios en la Universidad Brown se vieran interrumpidos. Originalmente Ralph Fiennes interpretaría a Laurence Olivier, pero desistió del proyecto para dirigir y protagonizar su propia película, Coriolanus. El papel de Olivier sería posteriormente entregado a Kenneth Branagh.
A Dominic Cooper se le asignó papel de Milton H. Greene, fotógrafo y socio de negocios de Monroe. Cooper filmó sus escenas al mismo tiempo que actuaba en Capitán América: el primer vengador. Los ejecutivos de The Weinstein Company le ofrecieron a Catherine Zeta-Jones el papel de Vivien Leigh, Zeta-Jones rechazó el papel debido a que su esposo Michael Douglas estaba siendo tratado por cáncer de garganta; luego se anunció que Julia Ormond fue elegida para dicho papel. El elenco principal fue completado con las interpretaciones de Dougray Scott como Arthur Miller y Judi Dench como Sybil Thorndike.
El casting finalizó en octubre de 2010 después de la contratación de los actores Derek Jacobi, Zoë Wanamaker, Richard Clifford, Toby Jones, Jackson Philip, Geraldine Somerville y Simon Russell Beale.

### Rodaje
Judi Dench filmó sus escenas en septiembre de 2010 ya que tenía que viajar a la India para trabajar en otro proyecto. El rodaje principal comenzó el 4 de octubre de 2010 en los Pinewood Studios, se llevó a cabo en los alrededores de Londres. El rodaje duró siete semanas y se completó a finales de noviembre de 2010. En octubre de ese año, el aeródromo White Waltham fue ambientado a semejanza del aeropuerto de Londres-Heathrow –de los años 50–, para recrear el momento en que Monroe llega a Gran Bretaña.

### Lanzamiento
El tráiler de la película fue presentado por Harvey Weinstein durante el Festival de Cannes 2011. La cinta se estrenó oficialmente el 6 de octubre en el Salón Alice Tully del Lincoln Center y fue la atracción principal en el Festival de Cine de Nueva York el 9 de octubre. Fue transmitida en el Festival de Cine de Mill Valley, en el Festival de Cine Internacional de Hamptons y en el 26.to Festival de Cine Internacional de Fort Lauderdale. Se estrenó el 11 de mayo en México.

## Premios y nominaciones
| Premio                                         | Día de la ceremonia     | Categoría                                       | Nominado(s) o Candidato(s) | Resultado |
| ---------------------------------------------- | ----------------------- | ----------------------------------------------- | -------------------------- | --------- |
| Premios AACTA                                  | 27 de enero de 2012     | Mejor actriz internacional                      | Michelle Williams          | Nominada  |
| Premios Óscar                                  | 26 de febrero de 2012   | Mejor actriz                                    | Michelle Williams          | Nominada  |
| Premios Óscar                                  | 26 de febrero de 2012   | Mejor actor de reparto                          | Kenneth Branagh            | Nominado  |
| African-American Film Critics Association      | 12 de diciembre de 2011 | Mejor película                                  | My Week with Marilyn       | Nominada  |
| Alliance of Women Film Journalists             | 10 de enero de 2012     | Mejor actriz                                    | Michelle Williams          | Nominada  |
| Alliance of Women Film Journalists             | 10 de enero de 2012     | Mejor actor de reparto                          | Kenneth Branagh            | Nominado  |
| American Cinema Editors                        | 18 de febrero de 2012   | Mejor edición en una película musical o comedia | Adam Recht                 | Nominado  |
| Boston Society of Film Critics                 | 11 de diciembre de 2011 | Mejor actriz                                    | Michelle Williams          | Ganadora  |
| Premios BAFTA                                  | 12 de febrero de 2012   | Mejor actriz                                    | Michelle Williams          | Nominada  |
| Premios BAFTA                                  | 12 de febrero de 2012   | Mejor actriz de reparto                         | Judi Dench                 | Nominada  |
| Premios BAFTA                                  | 12 de febrero de 2012   | Mejor actor de reparto                          | Kenneth Branagh            | Nominado  |
| Premios BAFTA                                  | 12 de febrero de 2012   | Mejor película británica                        | My Week with Marilyn       | Nominada  |
| Premios BAFTA                                  | 12 de febrero de 2012   | Mejor diseño de vestuario                       | Jill Taylor                | Nominada  |
| Premios BAFTA                                  | 12 de febrero de 2012   | Mejor maquillaje y peluquería                   | Jenny Shircore             | Nominada  |
| Premios BAFTA                                  | 12 de febrero de 2012   | Premio a la estrella emergente                  | Eddie Redmayne             | Nominado  |
| Broadcast Film Critics Association             | 12 de enero de 2012     | Mejor actriz                                    | Michelle Williams          | Nominada  |
| Broadcast Film Critics Association             | 12 de enero de 2012     | Mejor diseño de vestuario                       | Jill Taylor                | Nominada  |
| Broadcast Film Critics Association             | 12 de enero de 2012     | Mejor maquillaje                                | Jenny Shircore             | Nominada  |
| Broadcast Film Critics Association             | 12 de enero de 2012     | Mejor actor de reparto                          | Kenneth Branagh            | Nominado  |
| Capri, Hollywood International Film Festival   | 1 de enero de 2012      | Premio Capri al elenco                          | My Week with Marilyn       | Ganador   |
| Central Ohio Film Critics Association          | 5 de enero de 2012      | Mejor actriz                                    | Michelle Williams          | Nominada  |
| Chicago Film Critics Association               | 19 de diciembre de 2011 | Mejor actriz                                    | Michelle Williams          | Ganadora  |
| Chicago Film Critics Association               | 19 de diciembre de 2011 | Cineasta más prometedor                         | Simon Curtis               | Nominado  |
| Dallas-Fort Worth Film Critics Association     | 16 de diciembre de 2011 | Mejor actriz                                    | Michelle Williams          | Ganadora  |
| Dallas-Fort Worth Film Critics Association     | 16 de diciembre de 2011 | Mejor actor de reparto                          | Kenneth Branagh            | Nominado  |
| Detroit Film Critics Society                   | 16 de diciembre de 2011 | Mejor actriz                                    | Michelle Williams          | Ganadora  |
| Detroit Film Critics Society                   | 16 de diciembre de 2011 | Mejor actor de reparto                          | Kenneth Branagh            | Nominado  |
| Evening Standard British Film Awards           | 6 de febrero de 2012    | Mejor actor                                     | Kenneth Branagh            | Nominado  |
| Florida Film Critics Circle                    | 19 de diciembre de 2011 | Mejor actriz                                    | Michelle Williams          | Ganadora  |
| Golden Globe Award                             | 15 de enero de 2012     | Mejor actriz en una película musical o comedia  | Michelle Williams          | Ganadora  |
| Golden Globe Award                             | 15 de enero de 2012     | Mejor película musical o comedia                | My Week with Marilyn       | Nominada  |
| Golden Globe Award                             | 15 de enero de 2012     | Mejor actor de reparto en una película          | Kenneth Branagh            | Nominado  |
| Hollywood Film Festival                        | 24 de octubre de 2011   | Mejor actriz                                    | Michelle Williams          | Ganadora  |
| Houston Film Critics Society                   | 13 de diciembre de 2011 | Mejor actuación protagónica de una actriz       | Michelle Williams          | Nominada  |
| Independent Spirit Awards                      | 25 de febrero de 2012   | Mejor actriz                                    | Michelle Williams          | Ganadora  |
| Las Vegas Film Critics Society                 | 13 de diciembre de 2011 | Mejor actriz                                    | Michelle Williams          | Ganadora  |
| London Film Critics' Circle                    | 19 de enero de 2012     | Actriz del año                                  | Michelle Williams          | Nominada  |
| London Film Critics' Circle                    | 19 de enero de 2012     | Actor de reparto del año                        | Kenneth Branagh            | Ganador   |
| New York Film Critics Circle Awards            | 29 de noviembre de 2011 | Mejor actriz                                    | Michelle Williams          | Nominada  |
| Oklahoma Film Critics Circle                   | 23 de diciembre de 2011 | Mejor actriz                                    | Michelle Williams          | Ganadora  |
| Online Film Critics Society                    | 2 de enero de 2012      | Mejor actriz                                    | Michelle Williams          | Nominada  |
| Palm Springs International Film Festival       | 7 de enero de 2012      | Mejor actriz                                    | Michelle Williams          | Ganadora  |
| Phoenix Film Critics Society                   | 27 de diciembre de 2011 | Mejor actriz                                    | Michelle Williams          | Nominada  |
| Phoenix Film Critics Society                   | 27 de diciembre de 2011 | Mejor película                                  | My Week with Marilyn       | Nominada  |
| Phoenix Film Critics Society                   | 27 de diciembre de 2011 | Mejor actor de reparto                          | Kenneth Branagh            | Nominado  |
| San Diego Film Critics Society                 | 14 de diciembre de 2011 | Mejor actriz                                    | Michelle Williams          | Nominada  |
| Premios Satellite                              | 18 de diciembre de 2011 | Mejor actriz dramática en una película          | Michelle Williams          | Nominada  |
| Premios Satellite                              | 18 de diciembre de 2011 | Mejor actor de reparto                          | Kenneth Branagh            | Nominado  |
| Screen Actors Guild Award                      | 29 de enero de 2012     | Mejor actriz protagónica                        | Michelle Williams          | Nominada  |
| Screen Actors Guild Award                      | 29 de enero de 2012     | Mejor actor de reparto                          | Kenneth Branagh            | Nominado  |
| St. Louis Gateway Film Critics Association     | 19 de diciembre de 2011 | Mejor actriz                                    | Michelle Williams          | Nominada  |
| St. Louis Gateway Film Critics Association     | 19 de diciembre de 2011 | Mejor película                                  | My Week with Marilyn       | Nominada  |
| Toronto Film Critics Association               | 10 de enero de 2012     | Mejor actriz                                    | Michelle Williams          | Ganadora  |
| Utah Film Critics Association                  | 21 de diciembre de 2011 | Mejor actriz                                    | Michelle Williams          | Ganadora  |
| Vancouver Film Critics Circle                  | 9 de enero de 2012      | Mejor actriz                                    | Michelle Williams          | Nominada  |
| Vancouver Film Critics Circle                  | 9 de enero de 2012      | Mejor actor de reparto                          | Kenneth Branagh            | Nominado  |
| Washington D. C. Area Film Critics Association | 5 de diciembre de 2011  | Mejor actriz                                    | Michelle Williams          | Ganadora  |
| Washington D. C. Area Film Critics Association | 5 de diciembre de 2011  | Mejor actor de reparto                          | Kenneth Branagh            | Nominado  |
| Women Film Critics Circle                      | 19 de diciembre de 2011 | Peores imágenes de una mujer en una película    | My Week with Marilyn       | Nominada  |